# Copa Interamericana 1977
La Copa Interamericana 1977 est la 6e édition de la Copa Interamericana. Cet affrontement oppose le club argentin du Boca Juniors, vainqueur de la Copa Libertadores 1977 au Club América, club mexicain, vainqueur de la Coupe des champions de la CONCACAF 1977.
Les rencontres ont lieu entre le 28 mars 1978 et le 14 avril 1978.
Pour départager les deux équipes, un match d'appui a lieu car chaque équipe a gagné un match. Le nombre de buts cumulé sur les deux matchs n'est pas pris en compte. Ainsi, le Club América remporte cette sixième édition, lors du match d'appui sur le score de deux buts à un après prolongation.

## Contexte
Boca Juniors affronte en finale de la Copa Libertadores, le tenant du titre Cruzeiro qui avait gagné l'édition précédente face à River Plate, le rival de Boca Juniors. Boca Juniors gagne cette finale en trois matchs : 1-0 au match aller, 0-1 au match retour puis 0-0 après prolongation, cinq tirs au but à quatre en match d'appui. Cette victoire dans l'édition 1977 est la première victoire dans cette compétition pour Boca Juniors.
Pour sa part, le Club América a battu le SV Robinhood (1-0 puis 1-1) pour remporter la Coupe des champions de la CONCACAF 1977 alors que les deux matchs ont eu lieu au Mexique.

## Match aller
| 28 mars 1978 | Boca Juniors                                | 3 – 0 | Club América | Estadio Alberto J. Armando, Buenos Aires |                                        |
|              | Salinas 42e · Salinas 53e · Mastrángelo 55e |       |              | Arbitrage : Ramón Ivanoes Barreto Ruiz   | Arbitrage : Ramón Ivanoes Barreto Ruiz |
|              | Rapport                                     |       |              | Arbitrage : Ramón Ivanoes Barreto Ruiz   | Arbitrage : Ramón Ivanoes Barreto Ruiz |

| Boca Juniors :              |
| Hugo Gatti                  |
| Francisco Pedro Manuel Sá   |
| Miguel Ángel Bordón (it)    |
| Vicente Pernía              |
| Rubén Suñé                  |
| Roberto Mouzo               |
| Ernesto Mastrángelo         |
| Jorge Ribolzi               |
| José Luis Saldaño 45e       |
| Mario Zanabria              |
| Carlos Horacio Salinas (es) |
| Remplaçants :               |
| Carlos Veglio (en) 45e      |
| Entraîneur :                |
| Juan Carlos Lorenzo         |

| Club América :                 |
| Francisco Castrejón            |
| René Trujillo (de)             |
| Javier Sánchez Galindo (de)    |
| Peña                           |
| Jesús Martínez Díez            |
| Antonio de la Torre            |
| Cesáreo Victorino Ramírez (es) |
| Hugo Kiesse (en)               |
| Cristóbal Ortega               |
| Ítalo Estupiñán                |
| Agustín Manzo                  |
| Remplaçants :                  |
| Luiz da Costa                  |
| Entraîneur :                   |
| Raúl Cárdenas                  |

## Match retour
| 12 avril 1978 | Club América | 1 – 0 | Boca Juniors | Stade Azteca, Mexico           |                                |
|               | Kiesse 75e   |       |              | Arbitrage : Luis Paulino Siles | Arbitrage : Luis Paulino Siles |
|               | Rapport      |       |              | Arbitrage : Luis Paulino Siles | Arbitrage : Luis Paulino Siles |

| Club América :              |
| Francisco Castrejón         |
| René Trujillo (de)          |
| Javier Sánchez Galindo (de) |
| Eduardo Rergis              |
| Jesús Martínez Díez         |
| Antonio de la Torre         |
| Javier García               |
| Hugo Kiesse (en)            |
| Carlos Reinoso              |
| José de Jesús Aceves        |
| Luiz da Costa               |
| Remplaçants :               |
| Agustín Manzo               |
| Ítalo Estupiñán             |
| Entraîneur :                |
| Raúl Cárdenas               |

| Boca Juniors :              |
| Hugo Gatti                  |
| Vicente Pernía              |
| Francisco Pedro Manuel Sá   |
| Roberto Mouzo               |
| Miguel Ángel Bordón (it)    |
| Jorge Ribolzi               |
| Rubén Suñé                  |
| Mario Zanabria 80e          |
| Carlos Veglio (en) 80e      |
| Carlos Horacio Salinas (es) |
| Ernesto Mastrángelo         |
| Remplaçants :               |
| Carlos Salguero (en) 80e    |
| Daniel Pavón 80e            |
| Entraîneur :                |
| Juan Carlos Lorenzo         |

## Match d'appui
| 14 avril 1978 | Club América              | 2 – 1 a.p. | Boca Juniors | Stade Azteca, Mexico        |                             |
|               | Aceves 35e · Reinoso 119e |            | 5e Pavón     | Arbitrage : Gino D'Hipolito | Arbitrage : Gino D'Hipolito |
|               | Rapport                   |            |              | Arbitrage : Gino D'Hipolito | Arbitrage : Gino D'Hipolito |

| Club América :              |
| Francisco Castrejón         |
| René Trujillo (de)          |
| Javier Sánchez Galindo (de) |
| Eduardo Rergis 58e          |
| Jesús Martínez Díez         |
| Antonio de la Torre         |
| Javier García               |
| Hugo Kiesse (en)            |
| Carlos Reinoso              |
| José de Jesús Aceves 67e    |
| Luiz da Costa 60e           |
| Remplaçants :               |
| Alfredo Tena 60e            |
| Ítalo Estupiñán 67e         |
| Entraîneur :                |
| Raúl Cárdenas               |

| Boca Juniors :                  |
| Hugo Gatti                      |
| Vicente Pernía                  |
| Francisco Pedro Manuel Sá       |
| Roberto Mouzo                   |
| Miguel Ángel Bordón (it)        |
| Jorge Ribolzi                   |
| Rubén Suñé                      |
| Mario Zanabria 67e              |
| Daniel Pavón 89e                |
| Carlos Horacio Salinas (es) 43e |
| Ernesto Mastrángelo             |
| Remplaçants :                   |
| Carlos Squeo 67e                |
| Carlos Salguero (en) 89e        |
| Entraîneur :                    |
| Juan Carlos Lorenzo             |